# 馬克西米利安·馬利亞 (圖恩和塔克西斯)
馬克西米利安·馬利亞（德語：Maximilian Maria，1862年6月24日—1885年6月2日），圖恩和塔克西斯親王，1871年至1885年在位。
1885年，馬克西米利安·馬利亞因肺栓塞去世，年僅22歲。其弟阿爾貝特繼承親王之位。